# 島田車站 (靜岡縣)
島田車站（日语：／ Shimada eki */?）是一由東海旅客鐵道（JR東海）與日本貨物鐵道（JR貨物）所共用的鐵路車站，位於日本靜岡縣島田市榮町。島田車站是JR東海所屬的東海道本線沿線的車站之一，是個設有綠窗口（みどりの窓口）的有人車站。
至於隸屬於JR貨物的貨運站部分，自從1993年貨運列車的設定廢除之後，島田貨運站就再也沒有任何貨運列車的發著，僅有保持一些臨時性的車攜貨運（車扱貨物）業務。在貨運列車停駛之前，主要的服務對象是與島田車站之間有專用鐵路線相連的東海紙漿（東海パルプ）島田工廠，與日清紡織（日清紡績）島田工廠。

## 車站結構
島式月台1面2線與側式月台1面1線、合計2面3線的地面車站。

### 月台配置
| 月台 | 路線       | 方向 | 目的地         | 備註     |
| ---- | ---------- | ---- | -------------- | -------- |
| 1    | 東海道本線 | 上行 | 靜岡、沼津方向 |          |
| 2    | 東海道本線 | 下行 | 濱松、豐橋方向 |          |
| 3    | 東海道本線 | 上行 | 靜岡、沼津方向 | 此站始發 |

## 使用情況
根據「靜岡縣統計年鑑」，近年1日平均上車人次如下表。
| 年度   | 1日平均 上車人次 |
| ------ | ---------------- |
| 1993年 | 8,931            |
| 1994年 | 8,481            |
| 1995年 | 8,298            |
| 1996年 | 8,084            |
| 1997年 | 7,652            |
| 1998年 | 7,469            |
| 1999年 | 7,000            |
| 2000年 | 6,749            |
| 2001年 | 6,669            |
| 2002年 | 6,406            |
| 2003年 | 6,326            |
| 2004年 | 6,204            |
| 2005年 | 6,021            |
| 2006年 | 5,875            |
| 2007年 | 5,910            |
| 2008年 | 5,879            |
| 2009年 | 5,757            |
| 2010年 | 5,819            |
| 2011年 | 5,722            |
| 2012年 | 5,708            |
| 2013年 | 5,696            |
| 2014年 | 5,479            |
| 2015年 | 5,582            |
| 2016年 | 5,595            |
| 2017年 | 5,534            |
| 2018年 | 5,527            |

## 相鄰車站
※「Home Liner靜岡」「Home Liner濱松」的相鄰停車站參見東海道線 (靜岡地區)。
東海旅客鐵道
 東海道本線
六合（CA23）－島田（CA24）－金谷（CA25）

### 來源
1. ↑   (PDF). 静岡県統計年鑑2014(平成26年).   [2016-06-14]. （原始内容存档 (PDF)于2019-07-02）.
2. 1 2  駅構内の案内表記。これらはJR東海公式サイトの各駅の時刻表 （页面存档备份，存于）で参照可能（駅掲示用時刻表のPDFが使われているため。2015年1月現在）。

## 外部連結
- 島田 - 東海旅客鐵道